# Лорікет вогнистий
Лоріке́т вогнистий (Charmosynopsis pulchella) — вид папугоподібних птахів родини Psittaculidae. Ендемік Нової Гвінеї.

## Опис
Довжина птаха становить 18 см, вага 24—35 г. Самці номінативного підвиду мають переважно темно-червоне забарвлення, груди у них поцятковані золотистими смужками. На потилиці фіолетова пляма. Спина, крил і верхні покривні пера хвоста темно-зелені, верхня сторона хвоста зелена з жовтим кінчиком, центральні стернові пера на кінці червоні. Нижня сторона хвоста жовта, стегна темно-фіолетові. Очі жовтувато-оранжеві, дзьоб оранжевий. Самиці мають подібне забарвлення, однак нижня частина спини і надхвістя у них жовтувато-зелені, а боки і надхвістя з боків жовті.
У самців підвиду C. p. rothschildi груди зелені, поцятковані жовтими смужками. Темна пляма на потилиці більша і досягає очей, позаду вона плавно переходить на зелену спину. Верхні покривні пера хвоста жовті, живіт темно-фіолетовий. У самиць цього підвиду на грудях широка зелена смуга, поцяткована жовтими смужками, а на надхвісті з боків у них зеленувато-жовті плями.

## Підвиди
Виділяють два підвидів:
- C. p. pulchella (Gray, GR, 1859) — гори Нової Гвінеї;
- C. p. rothschildi Hartert, EJO, 1930 — гори Фоджа[en] і Циклопів[en] на півночі Нової Гвінеї.

## Поширення і екологія
Вогнисті лорікети живуть у вологих гірських і рівнинних тропічних лісах та на узліссях. Зустрічаються парами або зграйками до 15 і більше птахів, на висоті від 500 до 1800 м над рівнем моря. Часто приєднуються до змішаних зграй птахів разом з темноголовими лорікетами. Живляться пилком і нектаром квітів, які шукають у кронах дерев, зокрема з роду Melicope. Гніздяться в дуплах дерев. У кладці 1—2 яйця, інкубаційний період триває 25 днів.